# Pieni-Tiheinen (ö i Finland)
Pieni-Tiheinen är en ö i Finland. Den ligger i sjön Enonvesi och i kommunen Enonkoski i den ekonomiska regionen  Nyslotts ekonomiska region  och landskapet Södra Savolax, i den sydöstra delen av landet, 290 km nordost om huvudstaden Helsingfors. Öns area är 8,7 hektar och dess största längd är 0,6 kilometer i sydöst-nordvästlig riktning.